# Elephantomyia palmata
Elephantomyia palmata är en tvåvingeart som beskrevs av Alexander 1947. Elephantomyia palmata ingår i släktet Elephantomyia och familjen småharkrankar. Inga underarter finns listade i Catalogue of Life.